# ¿Dónde Quedo Yo?
"¿Dónde Quedo Yo?" é uma canção gravada pelo cantor mexicano Christian Chávez em parceria com a cantora mexicana Jass Reyes como single de estreia do seu segundo álbum de estúdio, ainda em fase de gravação, em carreira musical solo.
A canção foi lançada com exclusividade para o site People en Español  no dia 04 de novembro de 2015. No dia 05 de novembro, também pela People en Español, foi liberado o lyric vídeo oficial da canção e logo em seguida, Christian Chávez libera o vídeo em seu canal do Youtube. No dia 06 de novembro, o cantor libera a canção para programas de streaming como o Spotify e Google Play sob o selo da gravadora Nebulas Music. Seu tema foi composto por Christian Chávez e produzido por Miky Mendoza.
O vídeo musical da canção traz a letra e também um aspecto retrógrado de sua infância, com imagens de quando era criança na introdução do vídeo, já no meio do vídeo, há uma foto de quando era adolescente, e no final, fotos sobre um piano de quando era criança. A canção foi gravada no mês de maio na Cidade do México, no México no ano de 2015.

## Antecedentes e Produção
Após o lançamento do seu último single visual "Mas Vale Tarde Que Nunca" em parceria com a cantora Ana Victoria, Christian se afasta por quase 3 anos do mundo musical, no meio do ano de 2014 divulga que estaria trabalhando em novas canções que seria lançadas para o seu possível segundo álbum gravado em estúdio. Após essa afirmação, Christian Chávez assina contrato com a Endemol e o SBT  para participar da versão brasileira de Your Face Sounds Familiar, em brasileiro com o título de Esse Artista Sou Eu e no fim do ano divulga no programa Raul Gil o título do seu tão aguardado novo álbum intitulado de Historias de Verano.
Christian Chávez havia divulgado que seu novo disco seria lançado em janeiro de 2015, porém voltou atrás em uma entrevista e afirmou que o lançamento ficaria apenas para 2016, Christian publicou em sua conta oficial do Facebook que o novo single ¿Dónde Quedo Yo? era uma maneira autobiográfica de mostrar um pouco sobre os momentos difíceis que passou durante esses últimos 03 anos em sua vida e buscar uma nova forma pessoal e musical para seguir enfrente. Christian relata, que esse novo single, veio de uma forma simbólica, mostrando a sua essência como pessoa e buscando aprender mais enquanto profissional.  

## Faixa
CD Single
| Título             | Compositores                                                                                | Produtor     | Duração |
| ------------------ | ------------------------------------------------------------------------------------------- | ------------ | ------- |
| "¿Dónde Quedo Yo?" | Christian Chávez, Jass Reyes, Miky Mendoza, Arturo de las Fuentes, Yoshimark e Carlo Michel | Miky Mendoza | 3:06    |

## Desempenho Comercial
O lançamento do single de "¿Dónde Quedo Yo?" no Itunes, aconteceu somente no dia 11 de novembro de 2015, quase uma semana depois do previsto, seu desempenho foi considerado razoável devido a esse atraso, pois o previsto era pra ter sido lançado no dia 05 de novembro, mas infelizmente não aconteceu devido a problemas técnicos.
Mesmo assim, no Brasil, Christian conseguiu colocar seu single em apenas uma hora de lançamento, da posição 189°, para a posição 67° na categoria geral e na categoria Pop, alcançou pico na posição 37°. O lyric vídeo estreou no dia 03 de dezembro no canal de assinatura Play TV no programa Ponto Pop 10, o lyric vídeo permaneceu na grade do programa por duas semanas consecutivas, atingindo o pico de 2° posição da parada de clipes do mesmo. Voltando a grade por mais uma semana no programa, na segunda semana de Janeiro de 2016, durante todo o primeiro semestre do ano, "¿Dónde Quedo Yo?" oscila entre entrada e saída da programação do programa muitas vezes atingindo o top 3 da programação.
Após 7 meses de lançamento, o vídeo alcançou o topo da parada musical colombiana do programa "Canal TR3CE", fazendo com que a música/vídeo alcance um desempenho razoável ou bom.

## ¿Dónde Quedo Yo? (Remix)
No dia 15 de setembro de 2016, após quase um ano do lançamento normal do single, Christian publicou em suas redes sociais o lançamento do Remix da canção, com uma pegada mais eletrônica, produzida Geru e Miky Mendoza, o single ganhou remix, após ter uma boa aceitação no mercado musical latino-americano, passando mais de 8 meses na programação do programa "Canal TR3CE" na Colômbia, por exemplo. O remix também é uma prévia para o segundo single do EP "Historias de Vereno", que em breve será lançado Toxico, segundo single do EP.

## Créditos
- Composição - Christian Chávez, Jass Reyes, Miky Mendoza, Arturo de las Fuentes, Yoshimark, Carlo Michel.
- Produção -  Miky Mendoza

- Vocais - Christian Chávez & Jass Reyes

- Mesclagem - Alex Ponce

- Masterização - Dave Donelly

- Direção de Vídeo -  Juan Pablo Cuarón